# Sho Gokyu
Sho Gokyu (御給 匠 Gokyu Sho?), född 11 juni 1983 i Mie prefektur, är en japansk före detta fotbollsspelare.
Gokyu började sin karriär 2002 i Cerezo Osaka. Efter Cerezo Osaka spelade han för Thespa Kusatsu, Sagawa Shiga (Sagawa Express), Yokohama FC, FC Machida Zelvia, SC Sagamihara och FC Osaka. Han avslutade karriären 2015.